# (2632) Guizhou
(2632) Guizhou est un astéroïde de la ceinture principale.

## Description
(2632) Guizhou est un astéroïde de la ceinture principale. Il fut découvert le 6 novembre 1980 à Nanking par l'observatoire de la Montagne Pourpre. Il présente une orbite caractérisée par un demi-grand axe de 3,04 UA, une excentricité de 0,11 et une inclinaison de 10,5° par rapport à l'écliptique.

## Compléments